# Кролик Duracell
Кролик Duracell (англ. Duracell Bunny) — рекламный персонаж торговой марки Duracell (антропоморфный символ одноимённых батареек).
В рекламе Duracell кролик представляет собой стандартную игрушку на батарейках, куклу с покадровой анимацией или анимированный персонаж компьютерной графики.

## История
Кампания с кроликом Duracell была запущена в 1973 году в телевизионной рекламе «Drumming Bunny» («Барабанящий кролик»), созданной рекламным агентством Dancer Fitzgerald Sample. В телевизионном ролике было изображено несколько розовых игрушечных кроликов, играющих на барабанах, из которых к концу ролика работал только один — тот, что питался от щелочной батарейки Duracell. Реклама гласила, что щелочная батарея Duracell работает в несколько раз дольше, чем старые марганцево-цинковые элементы.
Кролик Duracell дебютировал в Северной Америке в 1973 году и предполагалось, что он будет всего лишь одноразовым персонажем в рекламе «Барабанящего кролика». Компания Duracell якобы зарегистрировала свою торговую марку с этим кроликом, но к 1988 году срок действия этого товарного знака истек. Почувствовав благоприятную возможность, конкурент Duracell — компания Energizer — в 1988 году создала пародию на «Барабанящего кролика», которая была очень похожа на оригинальную рекламу Duracell 1973 года. Вокруг своего розового зайчика Energizer создала многолетнюю рекламную кампанию. Между символами Duracell и Energizer есть существенные различия во внешнем виде — кролик Energizer носит солнцезащитные очки, у него большие уши, другой оттенок розового цвета и другая форма тела. Кроме этого, в то время как кролик Energizer — это всегда один персонаж, у Duracell — несколько разных кроликов. В результате последующая рекламная кампания с кроликом Duracell претерпела изменения — её кролики обычно изображаются занимающимися чем-то другим, а не бьющими в барабан, как это было в оригинальной рекламе 1973 года.
Но конфликта между компаниями избежать не удалось. Возникший в результате спор о товарном знаке привел к конфиденциальному внесудебному урегулированию 10 января 1992 года: Energizer получила исключительные права на товарный знак в США и Канаде, а Duracell — в остальном мире.